# Pseuderanthemum hookerianum
Pseuderanthemum hookerianum là một loài thực vật có hoa trong họ Ô rô. Loài này được (Nees) V.M. Baum miêu tả khoa học đầu tiên năm 1982.